# Florstadt
Florstadt är en kommun och ort i Wetteraukreis i Regierungsbezirk Darmstadt i förbundslandet Hessen i Tyskland. Kommunen bildades 1 juli 1970 genom en sammanslagning av de tidigare kommunerna Nieder-Florstadt och Ober-Florstadt. Staden uppgick i den nya kommunen 31 december 1971, Leidhecken 1 februari 1972 samt Nieder-Mockstadt och Stammheim 1 augusti 1972.